# Carburo
Los carburos son compuestos que se forman a partir de la unión entre el carbono y un elemento E (generalmente más electropositivo que el carbono) para dar sustancias del tipo ExCy.

## General

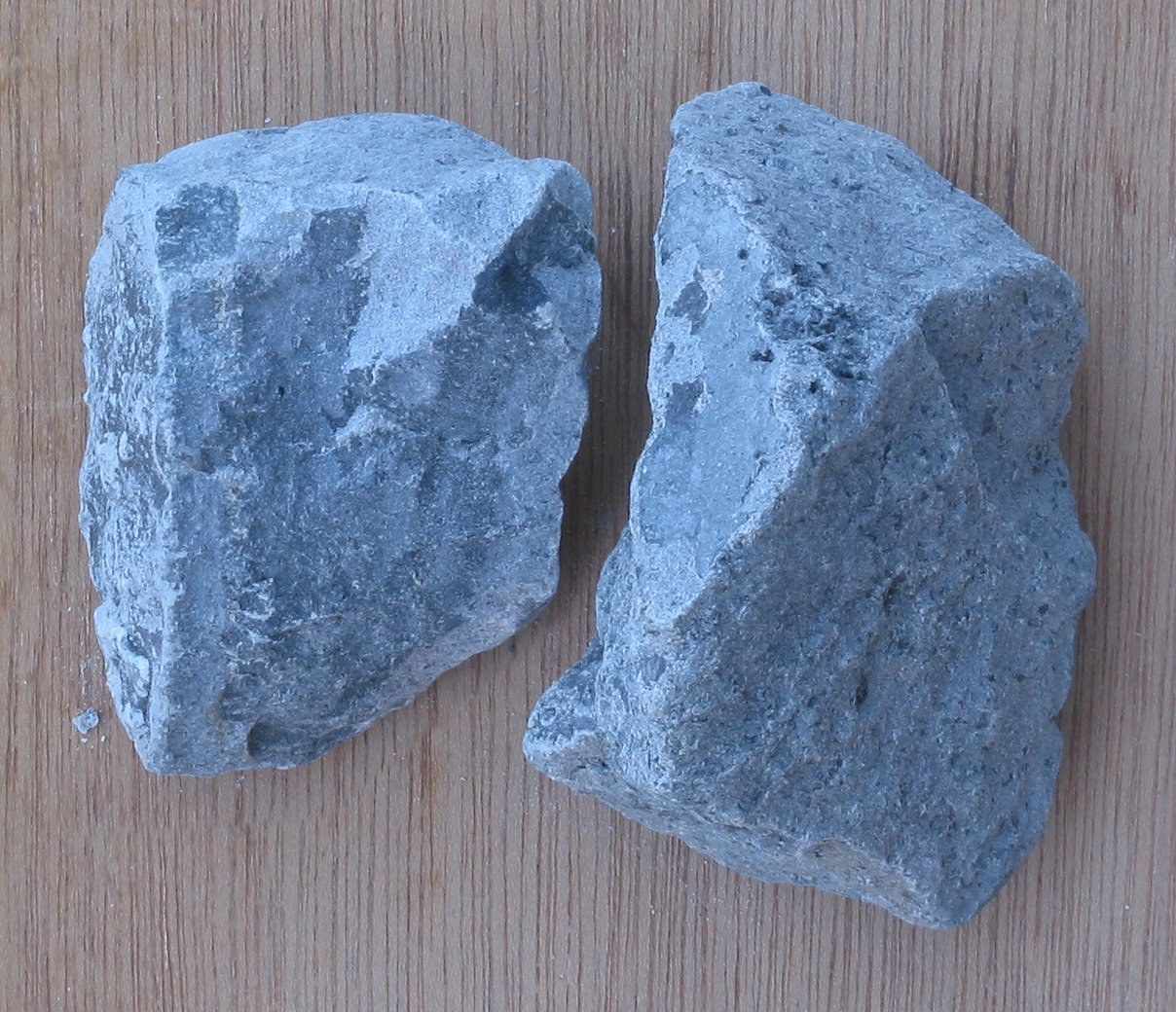
Carburo de calcio.

La síntesis de los carburos se realiza generalmente a partir de carbono elemental con el elemento, su óxido o su carbonato a elevadas temperaturas en una reacción en sólido. Así el carburo de calcio (el carburo más conocido) se puede obtener a partir de carbonato de calcio (que es inestable a altas temperaturas y se transforma en cal viva perdiendo una molécula de dióxido de carbono) u óxido de calcio y coque a temperaturas de entre 2000 y 2500 °C. 
- CaCO3 → CaO + CO2
- CaO + 3 C → CaC2 + CO

## Carburos iónicos
Los carburos iónicos se forman a partir de elementos con alta electropositividad (grupos 1, 2 y 3 de la tabla periódica, lantánidos, actínidos y aluminio) y en estos compuestos el carbono tiene por lo tanto una carga negativa.
Unos ejemplos típicos son el carburo de litio (Li4C), el carburo de berilio (Be2C), el carburo de magnesio (Mg2C), el ya mencionado carburo de calcio (CaC2), el carburo de aluminio (Al4C3) y el carburo de hierro (Fe3C) conocido como cementita.
Estos según la especie aniónica presente en el sólido, pueden ser diferenciados en metanidos (derivados del metano con formalmente el ion C4– como el Li4C o el Al4C3), los acetiluros (derivados del acetileno como el CaC2) y los alenuros con el ion C34– = 2–C=C=C2–. En contacto con agua estos carburos dan el óxido o el hidróxido del elemento y el hidrocarburo (metano, acetileno o propadieno) correspondiente. Así en el laboratorio son fuentes fáciles de manejar para estos gases que de otra manera necesitarían una bombona a presión.

## Carburos covalentes
Los carburos covalentes se forman entre el carbono y elementos con aproximadamente la misma electronegatividad. Los ejemplos más importantes de este grupo son el carburo de silicio o carborundo (SiC) con estructura de diamante y una dureza en la escala de Mohs de entre 9 y 9,5 y el carburo de boro (B4C4).
Estas sustancias suelen ser muy duras debido a los enlaces covalentes formados en las tres dimensiones. Se utilizan por ejemplo como materiales abrasivos o como recubrimientos en piezas que tienen que resistir abrasiones mecánicas. El carburo de silicio se utiliza también como soporte para catalizadores debido a su alta resistencia y buena conductividad térmica.

## Carburos metálicos
Estos carburos se forman con metales de transición de los grupos 4, 5 y 6 como el wolframio o el titanio. A menudo no tienen una estequiometría definida y a menudo se les describe como compuestos intersticiales por las posiciones que ocupan los carbonos en la estructura cristalina. Esto se debe a que el carbono ocupa posiciones libres tetraédricas en la estructura del metal. Las sustancias formadas se caracterizan por su elevada resistencia mecánica y térmica (puntos de fusión típicamente del orden de unos 3000 a 4000 °C) y se utilizan en la elaboración de utensilios de cerámica y de maquinaria.